# Pierre Alexis Ronarc'h
Ne doit pas être confondu avec Pierre-Jean Ronarc'h.
Pour les articles homonymes, voir Amiral Ronarc'h.
Pierre-Alexis Marie Antoine Ronarc'h, né le 22 février 1865 à Quimper et mort le 1er avril 1940 à Paris (5e), est un amiral français. Il est connu pour, à la tête de la brigade de fusiliers marins, avoir gagné la course à la mer en Belgique en 1914 lors de la Première Guerre mondiale. Après guerre, il sera chef d'état-major de la marine.

## Carrière

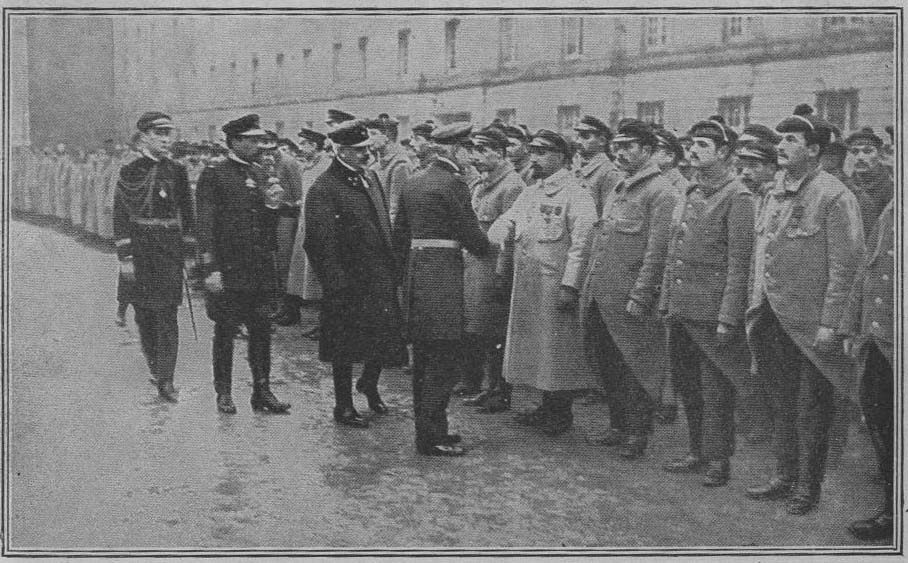
Ronarc'h de face la main gauche levée avec le ministre Lucien Lacaze devant les fusiliers marins de Dixmude qui sont décorés, décembre 1915.

À 15 ans et demi, il est admis à l'École navale. Il est lieutenant de vaisseau à 24 ans et il participe à la campagne de Chine en 1900 en tant qu'officier en second d'un détachement français de 160 marins qui résiste à la révolte des Boxers.
À 42 ans, il est le plus jeune capitaine de vaisseau de la marine française. En juin 1914, il est promu contre-amiral et est désigné pour commander les fusiliers marins en cours de formation à Lorient. Il dirigera la brigade jusqu'à sa dissolution le 6 novembre 1915. Il est promu vice-amiral, puis chef d'état-major de la marine en 1919.

## Le front de l'Yser en 1914: la brigade Ronarc'h
Après sa constitution, la brigade de fusiliers marins monte à Paris, puis en octobre 1914 elle reçoit l'ordre de se transporter en Belgique pour assister l'armée belge assiégée à Anvers par l'armée allemande, puis aide à l'évacuation de la ville :

« Après la bataille de la Marne, les Allemands s'enterrent dans leurs tranchées ; ils y resteront quatre ans jusqu'à l'offensive victorieuse de 1918. Mais dans le Nord, le front n'est pas stabilisé, la guerre de mouvement continue : les Allemands sont à Lille alors que, dans la place forte d'Anvers l'armée belge tient encore ; l'ennemi peut déborder la gauche des lignes alliées, occuper les côtes de la Manche et couper l'Angleterre de la France ; il faut à tout prix l'arrêter, c'est la course à la mer. C'est alors qu'intervient la brigade Ronarc'h, formée pour la plupart de marins qui n'ont de fusiliers que le nom : réservistes du commerce et de la pêche, troupe robuste, disciplinée, habituée au climat marin, solidement encadrée par des officiers et officiers mariniers de l'active et de la réserve. Lancée en enfants perdus, la brigade est envoyée au secours d'Anvers, mais en cours de route, la place tombe et les Belges font retraite vers la mer : les 6 000 hommes de Ronarc'h se positionnent alors à Gand ; ils arrêtent les Allemands à Melle, en avant de cette ville, assez longtemps pour permettre la retraite de l'armée belge. Puis il faut décrocher ; alors commence à travers la Belgique une marche sans espoir, sans éclairage, sans ravitaillement. Elle réussit cependant contre toute espérance et le 15 octobre Ronarc'h reçoit l'ordre de s'arrêter sur l'Yser, à Dixmude et d'y tenir pendant une semaine. Il y tiendra pendant un mois, aux côtés des troupes françaises du général d'Urbal, des Belges et des Anglais contre les assauts furieux des Allemands : la course à la mer est gagnée. Dunkerque est sauvée et un lambeau de territoire belge préservé de l'invasion. »

La brigade Ronarc'h participe donc jusqu'à la fin du mois d'octobre 1914 à une défense héroïque de Dixmude aux côtés de l'armée belge et en s'opposant à des troupes ennemies bien supérieures en nombre. La position devenant critique, l'armée belge décide d'inonder la région par les écluses, ce qu'elle parvient à faire. Dixmude tombe mais l'avance allemande est enrayée. Les pertes de la brigade Ronarc'h sont très importantes, de l'ordre de l'effectif initial, mais la mission est maintenue par les renforts d'effectifs.
Les marins de la brigade Ronarc'h se battent sur le front de Belgique jusqu'à la dissolution de la brigade en novembre 1915. Quelques volontaires vont alors constituer un bataillon de fusiliers marins (850 hommes) qui se battra avec l'armée de terre jusqu'à la fin de la guerre notamment près du Chemin des Dames à Laffaux.

## La zone des Armées du Nord (ZAN) 1916-1919
Quand le front se stabilise en novembre 1914, les Allemands tentent plusieurs fois de percer les lignes. Les marines française et britannique le flanquent avec les moyens navals limités dont elles disposent (pour la Grande-Bretagne, il s'agit de la Dover Patrol de l'amiral Sir Reginald Bacon (en), qui comprend quelques monitors portant de la grosse artillerie navale bien utile quand l'armée n'en a pas…). L'objectif premier de ces forces navales est de bloquer le pas de Calais aux sous-marins allemands pour que les transports de troupes et de matériel de guerre venant de Grande-Bretagne puissent passer sans encombre. Les navires français dépendent initialement de la 2e escadre légère, puis du préfet maritime de Cherbourg. Rapidement, on s'aperçoit qu'il faut que le commandement soit rapproché de Dunkerque pour être efficace.
Parallèlement, fin 1915, la marine a besoin d'armer une quantité énorme de petits navires (chalutiers, sloops, yachts, etc.) pour lutter contre les U-Boote. La marine manque de monde. Pour récupérer du personnel, la brigade de fusiliers marins est dissoute, son personnel envoyé sur les bateaux, et Ronarc'h est libéré de ses fonctions.
Ronarc'h passe ensuite quelque temps à la tête de la Direction centrale de la guerre sous-marine (il a, en 1909, beaucoup travaillé sur les mines et le dragage, qui constituent l'un des gros problèmes rencontrés près des côtes puis, en 1912, il a organisé les escadrilles de navires légers de l'armée navale, ce qui est au programme de la DCSM).
En mars 1916, c'est encore Ronarc'h qui est choisi, en raison de sa très bonne connaissance de l'armée et du général Foch qui commande les armées du Nord, pour devenir à Dunkerque le premier et unique commandant supérieur de la marine dans la « zone des Armées du Nord » (ZAN), où il est rejoint, au début de l'année 1917, par Arthur Bommelaer, ingénieur principal du génie maritime. Son commandement s'étend alors sur la côte de Nieuport (Belgique) jusqu'à Antifer (nord du Havre) où il exerce  à la fois des prérogatives de préfet maritime pour la ZAN et y commande toutes les unités de la marine (sauf les canonniers marins, qui sont rattachés à l'artillerie lourde de l'armée à l'exception de ceux armant le front de mer de Nieuport).
En juin 1918, devant l'offensive générale allemande, Dunkerque manque d'être évacuée, et son port détruit pour ne pouvoir être réutilisé. C'est en grande partie Ronarc'h, avec l'appui de son correspondant britannique Keyes (successeur de Bacon) qui évite que des mesures prématurées ne soient prises. Finalement, tout le monde restera à Dunkerque et les Allemands n'y entreront pas.
En octobre 1918, les armées alliées pénètrent profondément en Belgique évacuée par les troupes germaniques. Ronarc'h étend son rôle côtier jusqu'à la frontière hollandaise. Quelques jours plus tard, c'est l'Armistice. Ronarc'h est chargé de la démobilisation des navires réquisitionnés pendant la guerre.
Le 1er mai 1919, la marine dans la ZAN est dissoute.
Le 10 mai, le vice-amiral Ronarc'h est nommé chef d'état-major général de la marine, poste qu'il occupe jusqu'en février 1920, où il est remplacé par le vice-amiral Henri Salaün (qui a fait l'essentiel de la guerre en tant que directeur général de la guerre sous-marine, dérivé du poste occupé plus tôt par Ronarc'h).
L'amiral Ronarc'h est, semble-t-il, le seul amiral à avoir, avec ses fusiliers et un carré des équipages de la flotte, participé à Paris au défilé de la Victoire du 14 juillet 1919, ce qui ne reflète qu'une part minime du rôle joué par la marine pendant la Grande Guerre, en particulier pendant les mois terribles du printemps 1917 marqués par les débuts de la guerre sous-marine sans restriction.

## Famille
Son neveu Pierre-Jean Ronarc'h (1892-1960) sera aussi amiral et réalisera l'exploit de faire sortir en juin 1940 de Saint-Nazaire le cuirassé Jean-Bart encore inachevé.

## Décorations
- Grand-croix de la Légion d'honneur (24 janvier 1919)[5]
- Croix de guerre 1914-1918
- Médaille coloniale avec agrafe « Tonkin »
- Médaille interalliée de la Victoire
- Médaille commémorative de la guerre 1914-1918
- Médaille commémorative de Madagascar
- Médaille commémorative de l'expédition de Chine (1901)
- Officier d'académie
- Grand cordon de l'ordre de Léopold (Belgique)
- Commandeur de l'ordre du Nichan Iftikhar (Tunisie)
- Chevalier de l'ordre des Saints-Maurice-et-Lazare (Italie)
- Chevalier de l'ordre de Dannebrog (Danemark)
- Ordre de Saint-Michel et Saint-Georges (Grande-Bretagne)
- Ordre du Bain (Grande-Bretagne)
- Navy Distinguished Service Medal (USA)
- Croix de guerre (Belgique)
- Ordre de Sainte-Anne (Russie)
- Ordre d'Aviz (Portugal)
- Médaille de l'Yser (Belgique)

## Hommages
Odonymes
- La ville de Brest possède un lycée Amiral-Ronarc'h[6] et une place Amiral-Ronarc'h dans le quartier de Recouvrance.
- Les villes de Quimper, Crozon, Landerneau et Lesneven dans le Finistère, celles de Lorient, Port-Louis et Quéven dans le Morbihan ainsi que celles de Nantes et de Dunkerque possèdent une rue Amiral-Ronarc'h (pour cette dernière, elle est surnommée « rue de la Soif » en raison des nombreux cafés qui s'y trouvaient). Vannes a une rue Amiral-Pierre-Ronarc'h.
- La ville de Ploemeur (Morbihan) possède une rue Amiral-Ronarc'h et une rue Dixmude. La ville de Ploemeur est jumelée avec Dixmude depuis 1966. Le lien d'amitié entre les deux villes vient du mariage en 1945 de la Ploemeuroise de Kerham Fine Le Barber et du Flamand de Dixmude Gérard Bruynooghe — et du retour chaque année du couple à Ploemeur.[Information douteuse]
- Une presqu'île Ronarc'h existe dans les îles Kerguelen, qui dépendent des Terres australes et antarctiques françaises :

« La presqu’île Ronarc’h est située au sud de Port-aux-Français, de l’autre côté du golfe du Morbihan. Elle est bien visible depuis la base par beau temps et sa silhouette caractéristique constitue un repère visuel attractif pour les hivernants. Le nom de cette presqu'île a été donné par Raymond Rallier du Baty en 1922, en l’honneur de l’amiral Pierre Ronarc’h. »

- La villa Ronarc'h dans l'enceinte du centre d'instruction naval de Saint-Mandrier est utilisée par l'école de plongée pour la formation des plongeurs démineurs.
- La place d'armes du quartier de la Chaume, aux Sables-d'Olonne, porte le nom de l'amiral Ronarc'h.

Promotions
- La promotion de la 197e session régionale de l'IHEDN se choisit comme nom celui d'Amiral Ronarc'h.
- Les 50e et 51e promotions de la préparation militaire marine de Lorient (sessions 2020-2021 et 2021/2022) portent le nom de l'Amiral Ronarc'h.

Navires
- La tête de série des frégates de défense et d'intervention prend le nom d’Amiral Ronarc'h[8],[9] (mise en service prévue en 2024).
- En 1948, le nouveau canot de sauvetage de la Société Centrale de Sauvetage des Naufragés à  Dunkerque est baptisé Amiral Ronarc'h. Ce canot servira également ensuite sous la bannière de la SNSM et ce jusqu'en 1977[10].

## Sources
- Dixmude, un chapitre de l'histoire des fusiliers marins, Charles Le Goffic, Librairie Plon, 1915.
- Souvenirs de la guerre, Vice-amiral Ronarc'h, Payot, 1921.
- Des demoiselles au feu, l'épopée des fusiliers marins, Roger Laouenan, Coop Breizh 2004.
- Les Fusiliers-Marins sur le front de l'Yser, 1914-1915, Vice-amiral Ronarc'h, Éditions De Schorre, 2016 (Réédition illustrée de Souvenirs de 1921).